# Helmitheros vermivorum
La parula cacciavermi (Helmitheros vermivorum J. F. Gmelin, 1789) è un piccolo parulide che nidifica negli Stati Uniti orientali e migra nel Messico meridionale e in America Centrale per trascorrervi l'inverno.

## Tassonomia
La parula cacciavermi è l'unica specie attualmente classificata nel genere Helmitheros. Tuttavia, la parula di Swainson veniva in passato inserita in questo genere come H. swainsonii.

## Descrizione
La parula cacciavermi è un parulide di piccole dimensioni. Misura 13 cm di lunghezza e pesa 13 g. Ha un piumaggio relativamente uniforme, con regioni superiori marrone-oliva e regioni inferiori di colore chiaro, ma presenta delle strisce nere e marrone chiaro sulla testa. Ha un sottile becco appuntito e zampe rosa. Negli esemplari immaturi, le strisce sulla testa sono marroncine. Il canto del maschio è un trillo breve e acuto. Il richiamo risuona come un chip o un tseet. La parula cacciavermi è sessualmente monomorfica. Il sesso degli individui appare evidente solamente durante la stagione della nidificazione, quando le femmine presentano una placca incubatrice e i maschi una protuberanza cloacale. In questi uccelli è difficile anche riconoscere l'età. Durante i primi uno o due anni di vita presentano delle macchie color ruggine all'estremità delle terziarie che sbiadiscono a partire dal marzo dell'anno successivo. I giovani si possono riconoscere per i segni sulla testa più scuri e le barre alari color cannella.

## Riproduzione
Questo uccello nidifica nelle fitte foreste decidue degli Stati Uniti orientali, generalmente sui versanti ricoperti di boschi. Il nido è una struttura a tazza aperta situata sul terreno, nascosta tra le foglie secche. È una delle poche specie di Parulidi che nidifica a terra, come la parula bianconera (Mniotilta varia), il tordo acquaiolo fornaio (Seiurus aurocapilla), il tordo acquaiolo settentrionale (Parkesia noveboracensis), il tordo acquaiolo della Louisiana (Parkesia motacilla) e la parula del Kentucky (Geothlypis formosa). La femmina depone quattro o cinque uova. Entrambi i genitori si dedicano all'allevamento dei piccoli; essi possono cercare di distrarre i predatori avvicinatisi troppo al nido fingendo di essere feriti. Dove le foreste sono frammentate, i nidi delle parule cacciavermi vengono spesso parassitati dal vaccaro testabruna (Molothrus ater). La diminuzione della frammentazione delle foreste potrebbe rivelarsi di importanza vitale nel caso le popolazioni di parula vermivora si riducessero troppo di numero.

## Distribuzione e habitat
Questa specie nidifica negli Stati Uniti orientali. Gli habitat che essa elegge a propria dimora variano molto da una popolazione all'altra. In gran parte del loro areale, le parule cacciavermi si associano alle foreste primarie di latifoglie che si sviluppano su pendii impervi. Tuttavia, più di recente l'attenzione degli studiosi si è focalizzata sulle popolazioni nidificanti costiere, dall'ecologia e dallo stato di conservazione meno conosciute. In passato, le popolazioni costiere prediligevano gli ecosistemi di pocosin (le aree umide tipiche della costa orientale americana). Più recentemente, tuttavia, queste popolazioni hanno iniziato a trasferirsi in numero crescente nelle piantagioni di pini. Attualmente le densità di popolazione all'interno delle piantagioni di pini risultano maggiori che nel loro habitat originario. Questo cambiamento nella scelta dell'habitat dimostra probabilmente che le parule cacciavermi si basino più sulla struttura degli arbusti che sulla loro età o dimensione. Nel caso quest'ipotesi si dimostrasse vera, i mutamenti paesaggistici avvenuti nella pianura costiera atlantica potrebbero aver avuto un impatto minore su questi uccelli di quanto descritto in precedenza. La preservazione dell'habitat di questa specie può richiedere la corretta gestione di un fitto strato arbustivo e di sottobosco. A causa della dipendenza dagli arbusti per il foraggiamento e dell'abitudine di nidificare sul terreno, gli incendi frequenti hanno un impatto negativo su questa specie. Altre strategie di gestione che riducono lo strato arbustivo, favoriscono la crescita delle piante erbacee e diminuiscono la copertura della volta producono probabilmente un effetto simile. È comunque necessario ricavare maggiori informazioni sulle abitudini riproduttive delle popolazioni stanziate nelle regioni costiere, in quanto è probabile che queste foreste rappresentino condizioni differenti rispetto agli habitat occupati dalle popolazioni dell'entroterra. I depositi di grasso giocano un ruolo chiave nel permettere alla maggior parte dei passeriformi di effettuare migrazioni su lunga distanza. Quindi sono fondamentali anche gli habitat in cui questa specie sosta o le aree in cui può ricostituire le riserve di grasso.
In inverno, questa specie migra nel Messico meridionale, nelle Grandi Antille e in America Centrale, in particolare lungo il versante caraibico, dove occupa aree ricoperte sia da boscaglia che da foreste umide. La parula cacciavermi è scomparsa da alcune parti del suo areale a causa della perdita dell'habitat, ma la sua abilità di vivere sia in ecosistemi di boscaglia che di foresta umida possono garantire la sopravvivenza a lungo termine di questa specie.

## Alimentazione
La dieta della parula cacciavermi varia a seconda del tipo di habitat. Questa variazione può essere attribuita a differenti strategie di elusione dei predatori messe in atto dalle prede comuni. Nelle loro sedi di nidificazione, le parule cacciavermi spigolano tra le foglie verdi, alla ricerca di artropodi. Nei terreni di svernamento, questa specie spigola insetti quasi esclusivamente da materiale vegetale morto. L'appellativo «cacciavermi» si riferisce alle numerose larve di lepidotteri consumate da questa specie; solo molto raramente mangia lombrichi.
Si ritiene che l'impiego di pesticidi, in particolare di quelli che vengono distribuiti su una vasta area, abbia un effetto negativo sulla maggior parte delle specie di uccelli canori insettivori, parula cacciavermi compresa. Questi pesticidi fanno diminuire il numero delle prede principali della specie e possono provocare tossicità a lungo termine.